# Kearney, Ontario
Kearney är en ort i Kanada.   Den ligger i provinsen Ontario, i den sydöstra delen av landet, 270 km väster om huvudstaden Ottawa. Kearney ligger 340 meter över havet och antalet invånare är 841. Den ligger vid sjöarna  Hassard Lake Perbeth Lake och Perry Lake.
Terrängen runt Kearney är huvudsakligen platt. Kearney ligger nere i en dal. Trakten är glest befolkad. Närmaste större samhälle är Burk's Falls, 16,1 km nordväst om Kearney. 